# The American Girl
The American Girl è un cortometraggio muto del 1911 diretto da Harry Solter e interpretato da Florence Lawrence, famosa attrice e moglie del regista.

## Produzione
Il film fu prodotto da Siegmund Lubin per la Lubin Manufacturing Company.

## Distribuzione
Distribuito dalla General Film Company, il film, un cortometraggio in una bobina - uscì nelle sale cinematografiche statunitensi il 27 dicembre 1911.